# Yeison Rivas
Yeison Javier Rivas Rivas, né le 24 septembre 1987, est un athlète colombien, spécialiste du 400 mètres haies.

## Biographie
Il bat son record personnel sur 110 m haies pour atteindre la finale des Championnats d'Amérique du Sud d'athlétisme 2013 en 14 s 01 et remporte trois autres médailles dans la même compétition.
Le 10 juillet 2016, il le bat ultérieurement en 13 s 36 à Medellín, ce qui me qualifie pour les Jeux olympiques de Rio.

### Palmarès
| Date | Compétition                                      | Lieu                 | Résultat | Épreuve     | Performance   |
| ---- | ------------------------------------------------ | -------------------- | -------- | ----------- | ------------- |
| 2008 | Championnats d'Amérique centrale et des Caraïbes | Cali                 | 3e       | 400 m haies | 50 s 44       |
| 2009 | Championnats d'Amérique centrale et des Caraïbes | La Havane            | 6e       | 400 m haies | 50 s 14       |
| 2009 | Championnats d'Amérique du Sud                   | Lima                 | 3e       | 400 m haies | 50 s 87       |
| 2009 | Championnats d'Amérique du Sud                   | Lima                 | 1er      | 4 × 100 m   | 39 s 41       |
| 2009 | Championnats d'Amérique du Sud                   | Lima                 | 1er      | 4 × 400 m   | 3 min 06 s 22 |
| 2011 | Championnats d'Amérique du Sud                   | Buenos Aires         | 6e       | 400 m haies | 52 s 33       |
| 2011 | Championnats d'Amérique du Sud                   | Buenos Aires         | 2e       | 4 × 400 m   | 3 min 09 s 67 |
| 2013 | Championnats d'Amérique du Sud                   | Carthagène des Indes | 6e       | 110 m haies | 14 s 01       |
| 2013 | Championnats d'Amérique du Sud                   | Carthagène des Indes | 3e       | 400 m haies | 51 s 01       |
| 2013 | Championnats d'Amérique du Sud                   | Carthagène des Indes | 2e       | 4 × 100 m   | 39 s 76       |
| 2013 | Championnats d'Amérique du Sud                   | Carthagène des Indes | 2e       | 4 × 400 m   | 3 min 06 s 25 |
| 2014 | Jeux sud-américains                              | Santiago             | 3e       | 4 x 100 m   | 40 s 26       |

### Records
| Épreuve          | Performance | Lieu     | Date             |
| ---------------- | ----------- | -------- | ---------------- |
| 400 mètres       | 46 s 18     | Ponce    | 12 avril 2008    |
| 110 mètres haies | 13 s 36     | Medellín | 10 juillet 2016  |
| 400 mètres haies | 49 s 90 NR  | Cali     | 19 novembre 2015 |